# Adolf Sydow
Karl Leopold Adolf Sydow (født 23. november 1800 i Berlin, død 22. oktober 1882) var en tysk protestantisk teolog.
Sydow blev 1836 hof- og garnisonspræst i Potsdam, og på kong Frederik Vilhelm 4. af Preussen's tilskyndelse drog han 1841 til England, hvor dronning Victoria overdrog ham at udtale et skøn over den skotske frikirke. Han overtog hvervet og stillede sig på frikirkens side. Som teolog var Sydow discipel af Schleiermacher og virkede for unionen, men han blev ret radikal, erklærede, at Jesus var legitim søn af Josef og Maria, mistede kongens gunst og var endog lige ved at blive afsat fra sit præsteembede.